# Các dân tộc nói tiếng Semit cổ đại

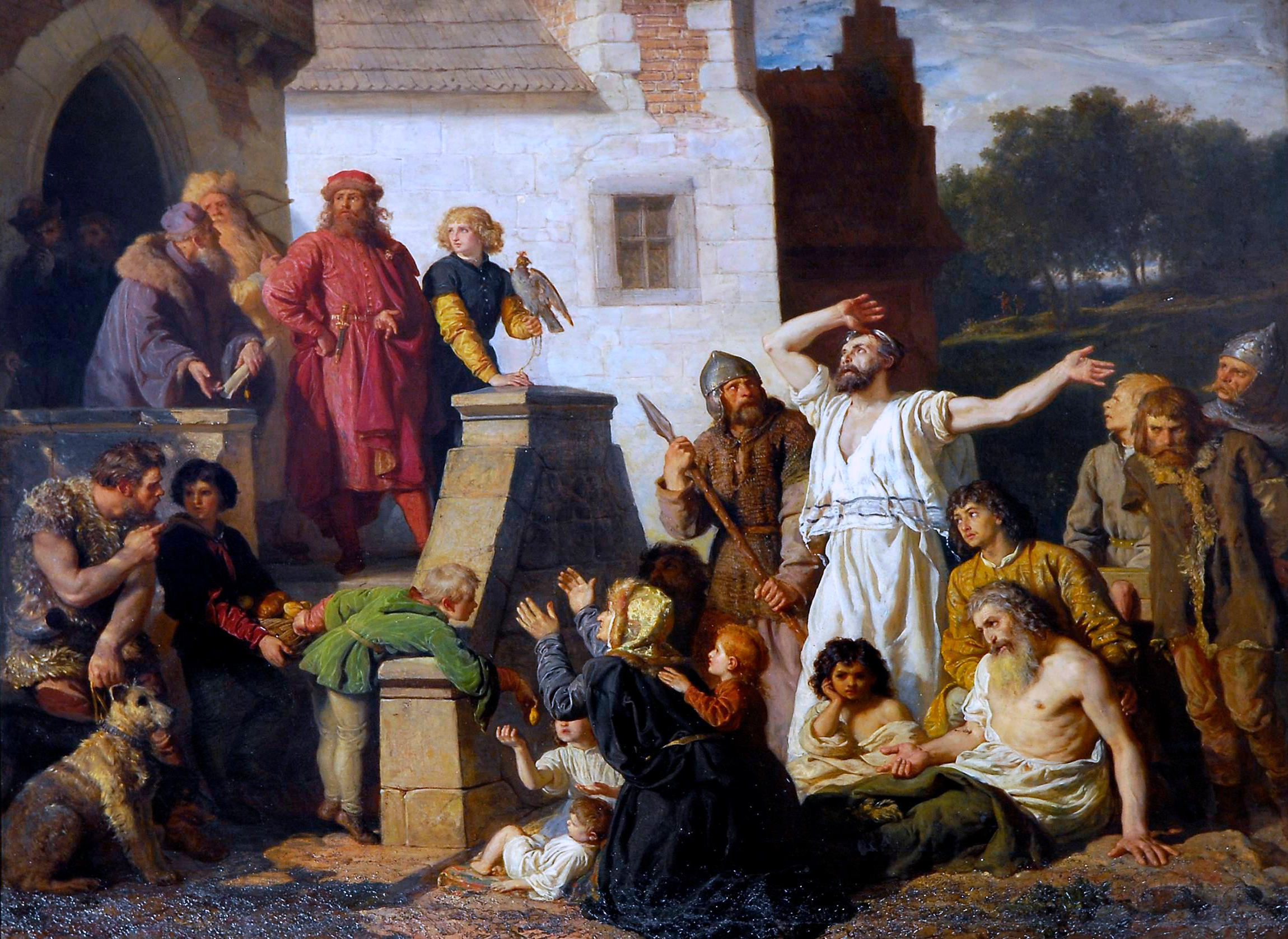
Người Do Thái là hậu nhân của người Xê-mít, họ là đối tượng của cái gọi là "Chống chủ nghĩa Xê-mít" hay là chủ nghĩa bài Do Thái

Các dân tộc nói tiếng Semit cổ đại (Ancient Semitic-speaking peoples) là những người nói thứ ngôn ngữ Semit (Xê-mít) từng sống khắp Cận Đông cổ đại và Bắc Phi trong thời cổ đại, bao gồm vùng Levant, Lưỡng Hà (Mesopotamia), Bán đảo Ả Rập và Carthage từ thiên niên kỷ thứ 3 trước Công nguyên cho đến hết thời cổ đại, với một số, chẳng hạn như người Assyria, Mandaea, người Ả Rập , Arameans, Người Samari và người Do Thái có tính liên tục cho đến ngày nay. Cần phân biệt nội hàm của các giống dân nói thứ tiếng Semit cổ xưa với thuật ngữ "người Semit" (phát âm tiếng Việt như là người Xê-mít) là một thuật ngữ cho một nhóm dân tộc, văn hóa hoặc chủng tộc nói hoặc nói các ngôn ngữ Semit. Có một số địa điểm được đề xuất là nơi có thể phát tích nguồn gốc của các dân tộc nói tiếng Semitic là vùng Lưỡng Hà, Levant, Đông Địa Trung Hải, Eritrea và Ethiopia.

## Đại cương

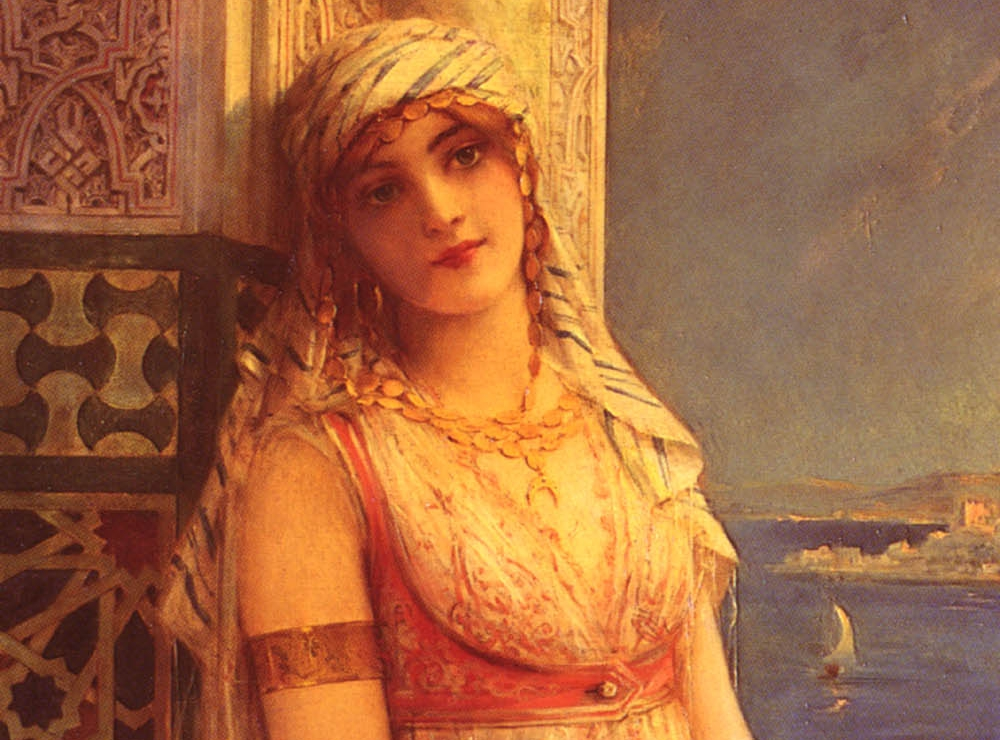
Họa phẩm về một phụ nữ Hassana Altamimiya ở vùng Bắc Phi

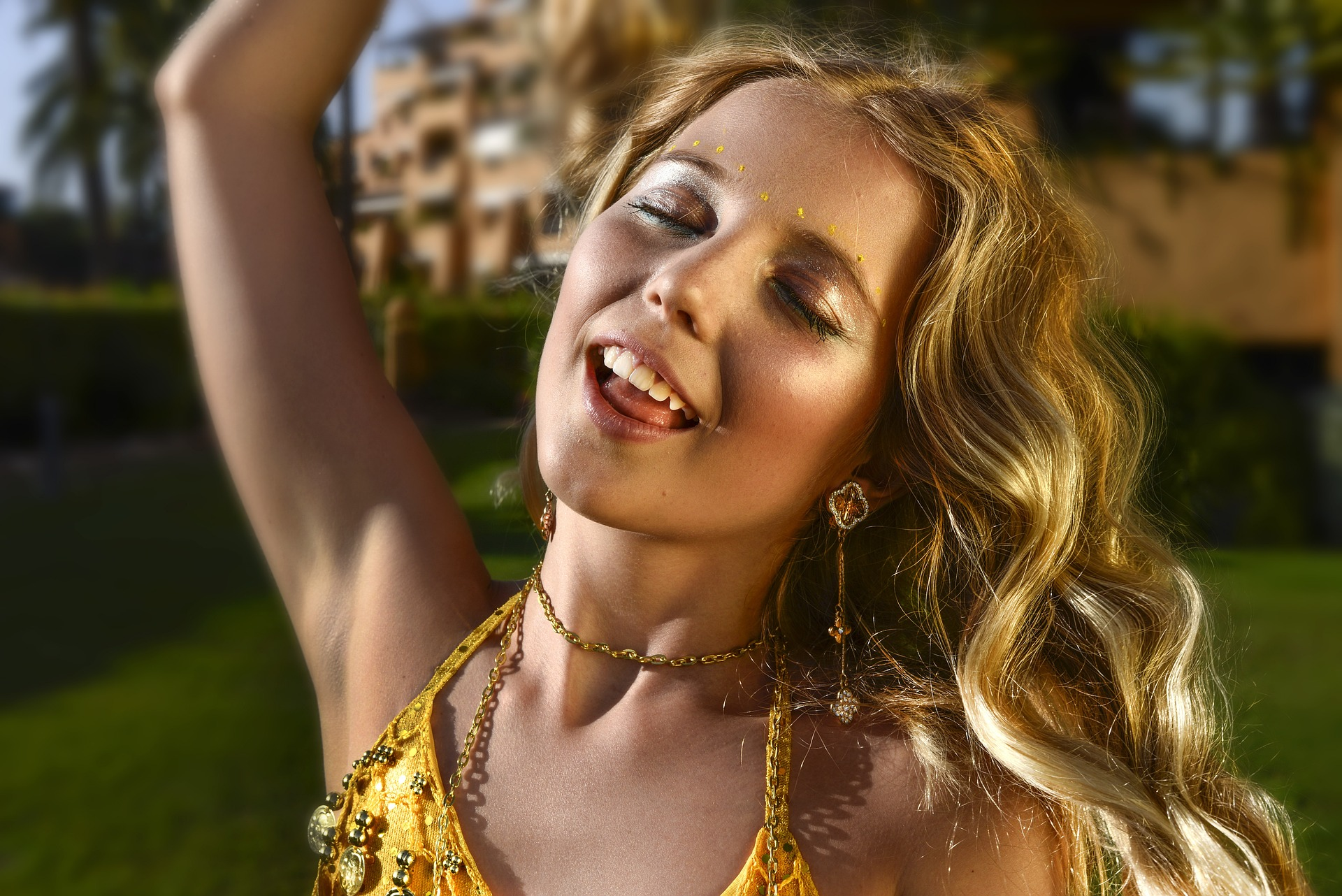
Một phụ nữ trẻ người Ả rập, cũng là hậu nhân của các giống dân nói thứ tiếng Xê-mít cổ xưa

Thứ tiếng của dân tộc nói tiếng Semit cổ đại thường được chia thành ba nhánh: ngôn ngữ Semit miền Đông, ngôn ngữ Semit miền Trung và ngôn ngữ Semiti miền Nam. Ngôn ngữ Semiti nguyên thủy có thể được sử dụng lần đầu tiên vào đầu thiên niên kỷ thứ 4 trước Công nguyên ở Tây Á, và các dạng ngôn ngữ Semiti cổ xưa nhất được chứng thực có niên đại từ đầu đến giữa thiên niên kỷ thứ 3 trước Công nguyên (Thời kỳ đồ đồng sớm). Những người nói tiếng Semit miền Đông bao gồm những cư dân của Đế quốc Akkad, Ebla, Assyria, Babylon, hai dân tộc sau cuối cùng đã chuyển sang Đông Aramaic và có lẽ là Dilmun. Tiếng Semit miền Trung sau này đã kết hợp ngôn ngữ Semit Tây Bắc và tiếng Ả Rập. Những người nói ngôn ngữ Semitic Tây Bắc là người Canaan (bao gồm người Phoenicia, người Punic, người Amorite (người A-mo-rít), Edomites, Moabites và người Hebrew), người Arameans và cư dân Ugarit. Các dân tộc nói tiếng Semit miền Nam bao gồm những người nói ngôn ngữ Ả Rập Nam hiện đại và Nhóm ngôn ngữ Semit Ethiopia.
Vùng Bán đảo Ả Rập và Bắc Phi cũng được xem là nơi phát tích những giống dân nói tiếng Xê-mít cổ xưa. Một quan điểm phổ biến cho rằng các ngôn ngữ Semiti có nguồn gốc từ Levant vào khoảng năm 3800 trước Công nguyên, và sau đó cũng được du nhập vào Sừng Châu Phi vào khoảng năm 800 trước Công nguyên từ phía nam bán đảo Ả Rập và đến Bắc Phi và miền nam Tây Ban Nha với sự hình thành thành bang Carthage cổ đại vào thế kỷ thứ chín trước Công nguyên và Cádiz vào thế kỷ thứ mười trước Công nguyên. Vì hầu hết những bộ tộc du cư ở vùng Cận Đông cổ đại nói tiếng Semiti nhưng không hẳn tất cả các giống dân nói tiếng Semitic đều du cư, do đó trong quá trình nghiên cứu vẫn có nhiều ý kiến phân tích khác nhau.
Nhiều nỗ lực đã bỏ ra để tìm mối tương quan giữa một hoặc nhiều cuộc di cư sắc tộc lớn vào thời sơ sử với một cuộc xâm chiếm của người Semite, nhưng các ý kiến của các học giả về vấn đề này phân tán nhiều. Khu vực mà các dân tộc nói tiếng Semiti trong những thời đại lịch sử ban đầu bao gồm bán đảo Ả Rập và các vùng xáp nhập phía bắc: sa mạc Syria, Syria-Palestine và một phần của Lưỡng Hà. Theo học thuyết cổ điển, mọi người Semit xuất thân là những bộ tộc du cư sống trong phần trung tâm của khu vực này. Vào những khoảng thời gian khác nhau những nhóm người họ rời sa mạc Syria-Ả Rập để định cư trong những khu vực ngoại vi, hầu hết thuộc Lưỡng Hà và Syria-Palestine. Họ gồm những giống dân:
- Người Akkad sống trong vùng Lưỡng Hà vào thiên niên kỷ 4 TCN.
- Người Semit phía Tây (Canaan-Phoenicia, Eblait và Amorite) ở vùng Lưỡng Hà và Syria-Palestine vào thiên niên kỷ 3 và 2 TCN.
- Người Aramaea sinh sống chung quanh Lưỡi Liềm Màu Mỡ vào thế kỷ 12 TCN.
- Người Nabatea và những người Ả Rập Tiền Hồi giáo khác từ thế kỷ 2 TCN đến thế kỷ 6 CN.
- Người Ả Rập Hồi giáo từ thế kỷ 7 CN.

## Chú thích

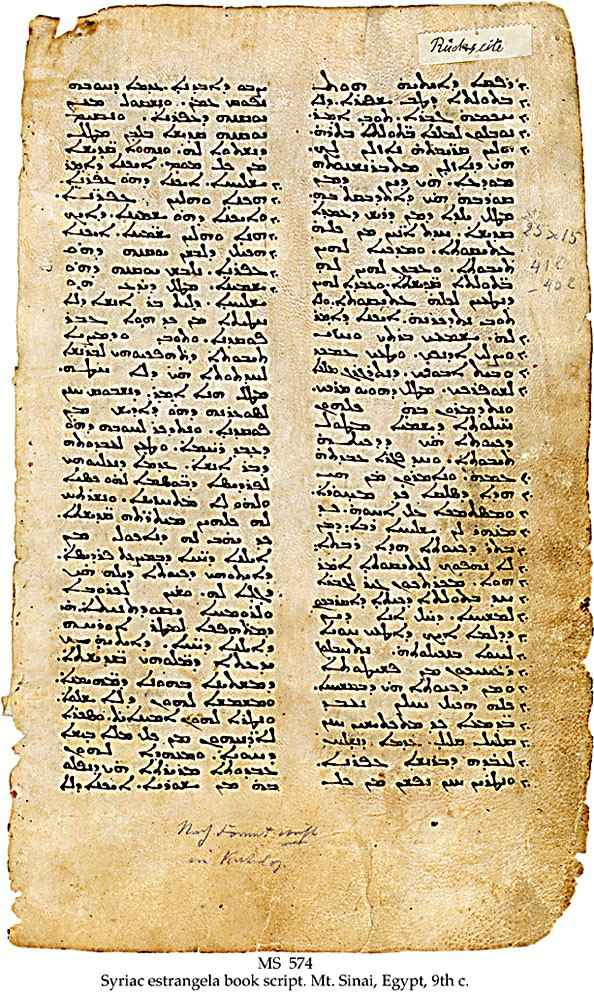
Một văn bản cổ xưa bằng ngôn ngữ Xê-mít cổ đại